# Ann Kiyomura
Ann Kiyomura (ur. 22 sierpnia 1955 w San Mateo) – amerykańska tenisistka, zwyciężczyni Wimbledonu w grze podwójnej.

## Kariera tenisowa
Pochodzi z rodziny związanej z tenisem – ojciec Harry jest instruktorem, matka Hisayo była przez pewien czas drugą rakietą Japonii. Jako juniorka zdobyła 14 tytułów mistrzyni USA w różnych kategoriach wiekowych. W 1973 została mistrzynią Wimbledonu juniorek, po pokonaniu w finale Martiny Navrátilovej 6:4, 7:5. Rok później, już w konkurencji seniorek, była w III rundzie Wimbledonu i US Open. W turnieju nowojorskim pokonała m.in. rozstawioną z numerem 7 Brytyjkę Virginię Wade.
W 1975 odniosła największy sukces w karierze. W parze z nieco starszą rodaczką Kazuko Sawamatsu wygrała grę podwójną na Wimbledonie – w finale Japonki pokonały Françoise Durr i Betty Stöve 7:5, 1:6, 7:5. Sukces ten – obok wcześniejszych wyników Sawamatsu w singlu (m.in. półfinał Australian Open w 1973) – znacznie przyczynił się do popularyzacji tenisa w Japonii, chociaż Kiyomura i Sawamatsu nie potwierdziły go wspólnie dalszymi wynikami (Sawamatsu wkrótce wyszła za mąż i pożegnała się z tenisem zawodowym). Kiyomura kontynuowała karierę jeszcze dziesięć lat, wielokrotnie zajmując wysokie miejsca w rankingach (w singlu 15. miejsce w 1977, 20. miejsce w 1978, 24. miejsce w 1981, w deblu nr 9 w 1984).
W 1978 wygrała Japan Open w singlu i deblu. Najskuteczniejsze pary tworzyła z Jo Durie i Sue Barker, w 1980 była w finale Australian Open w parze z Candy Reynolds (przegrały z Navrátilovą i Betsy Nagelsen). W 1984 na Wimbledonie doszła do półfinału debla z Durie, gdzie parę japońsko-brytyjską wyeliminowały Navrátilová i Pam Shriver. W grze pojedynczej najwartościowsze rezultaty Kiyomury to półfinały w Oakland (1979, pokonała m.in. Rosie Casals i Mimę Jaušovec), Perth (1981, pokonała Virginię Ruzici) i Dow Classic (1982, pokonała Betty Stöve), IV runda US Open w 1978 (pokonała m.in. Renátę Tomanovą, odpadła z Navrátilovą), III runda Wimbledonu w 1984 (odpadła z Claudią Kohde-Kilsch). Miała na koncie także zwycięstwo singlowe nad Pam Shriver.
Kiyomura nie grała w reprezentacji Japonii w Pucharze Federacji, w 1976 broniła natomiast barw USA w Pucharze Wightmana. Uczestniczyła w amerykańskich rozgrywkach zawodowych World Team Tennis (w barwach Golden Gaters, Los Angeles Strings i Havaii Leis). Karierę zakończyła w 1985, rok po wyjściu za mąż za dentystę Davida Hayashi. Zarobiła na kortach ponad sześćset tysięcy dolarów. W 2002 jej nazwisko wpisano do Sportowej Hall of Fame Amerykanów pochodzenia japońskiego.

### Wygrane turnieje
- gra pojedyncza:
  - 1978 Tokio (Japan Open)
- gra podwójna:
  - 1975 Wimbledon (z Kazuko Sawamatsu)
  - 1982 Eckerd Open (z Paulą Smith), Cincinnati (z Sue Barker)
  - 1983 New England (z Jo Durie)
  - 1984 'Bridgestone Doubles Championship (z Pam Shriver)

### Finały turniejowe
- wszystkie w grze podwójnej:
  - 1976 Sarasota (z Moną Guerrant-Schallau)
  - 1979 Boston (z Sue Barker)
  - 1980 Canadian Open (z Greer Stevens), Australian Open (z Candy Reynolds)
  - 1983 Brighton (z Jo Durie)
  - 1984 US Indoors, VS Championships, Eastbourne, United Jersey (wszystkie z Jo Durie)